# 후타가와역
후타가와역(일본어: 二川駅 후타가와에키[*])은 일본 아이치현 도요하시시에 있는 도카이 여객철도의 철도역이다.

## 역 구조
2면 3선 구조의 지상역이다. 1번선이 단식 구조이며, 상행선이다. 역사는 선상 구조이다.
도요하시역이 관리하는 업무 위탁역으로, 영업은 도카이 교통 사업이 대신 하고 있다.

### 승강장
| 1   | ■ 도카이도 본선 | 하마마쓰 · 시즈오카 방면 |
| 2·3 | ■ 도카이도 본선 | 도요하시 · 나고야 방면   |

## 역사
- 1896년 4월 7일 - 관설철도 (뒷날의 일본국유철도) 도카이도 본선 와시즈 역 ~ 도요하시 역 사이에 신설 개업.
- 1987년 4월 1일 - 민영화에 따라 도카이 여객철도의 소속이 되었다.
- 2006년 11월 25일 - TOICA의 사용이 개시되었다.

## 인접역
| 도카이 여객철도 도카이도 본선   | 도카이 여객철도 도카이도 본선 | 도카이 여객철도 도카이도 본선 |
| ------------------------------- | ----------------------------- | ----------------------------- |
| 신조하라 하마마쓰·시즈오카 방면 | ■ 도카이도 본선               | 도요하시 ·나고야 방면         |